# Leptinogaster digita
Leptinogaster digita is een eenoogkreeftjessoort uit de familie van de Clausidiidae. De wetenschappelijke naam van de soort is voor het eerst geldig gepubliceerd in 1991 door Kim I.H. & Ho.